# NGC 1992
NGC 1992 је лентикуларна галаксија у сазвежђу Голуб која се налази на NGC листи објеката дубоког неба.
Деклинација објекта је - 30° 53' 49" а ректасцензија 5h 34m 31,8s. Привидна величина (магнитуда) објекта NGC 1992 износи 13,8 а фотографска магнитуда 14,7. NGC 1992 је још познат и под ознакама ESO 423-23, MCG -5-14-7, AM 0532-305, PGC 17466.